# 屏山鄧族文物館

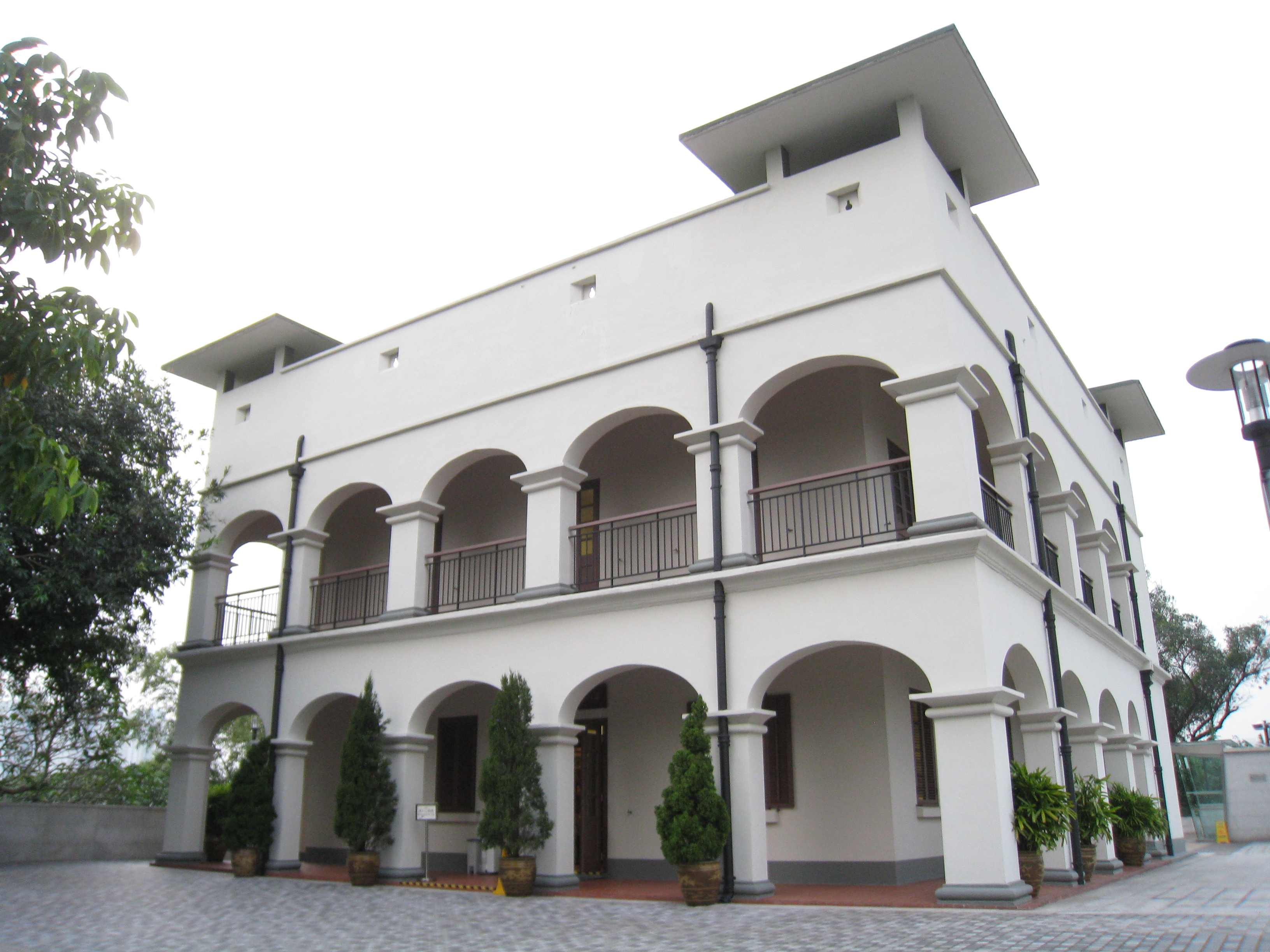
屏山鄧族文物館

屏山鄧族文物館（英語：Ping Shan Tang Clan Gallery），曾是屏山警署（英語：Ping Shan Police Station），位於香港新界元朗屏山坑頭村，介紹新界五大家族之一的鄧氏家族歷史及屏山文物徑沿途古蹟，於2007年4月15日正式開放。

## 歷史與建築特色

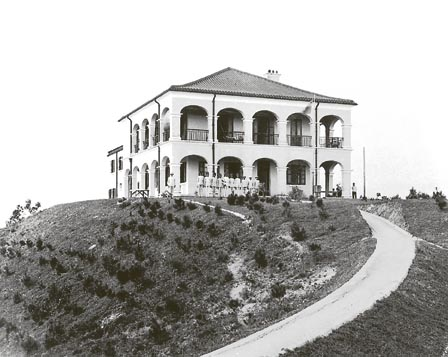
1905年的屏山警署

文物館由1899年4月22日落成的舊屏山警署改建而成，是新界現存的戰前警署之一。隨著1898年《展拓香港界址專條》簽署，英國租借新界土地之後，屏山鄧族與英軍多次發生暴力衝突。港府認為需要建設警署以維持治安及提供政府服務，因而於翌年建成屏山警署，作為新界西北區的警察根據地。
1965年，元朗分區警署落成啟用，現址改作警犬隊的總部及訓練中心。政府與新界鄧族於1997年達成協議，把建築物改建為屏山鄧族文物館，並兼用作屏山文物徑訪客中心。2002年底，現址正式移交給康樂及文化事務署管理，並被列為三級歷史建築。建築署耗資1200萬港元改建，保留及修繕大部分舊有設施。
2007年4月15日，屏山鄧族文物館正式啟用，啟用典禮由民政事務局局長何志平、常任秘書長林鄭月娥、古物諮詢委員會主席何承天、元朗區議會主席鄧兆棠、康樂及文化事務署署長周達明、建築署署長余熾鏗及元朗民政事務專員陳欽勉主持。
舊警署由三座建築物組成，主樓是一座拱形長廊的雙層建築物，外牆為白色，屋頂其後加建瞭望台。北面兩層高的附翼大樓與主樓相連，亦建有白色外牆、開放式走廊及金字瓦頂，屋頂上矗立兩座煙囪，其位置能俯瞰貫通鄧氏宗祠、聚星樓及覲廷書室等。

## 展覽

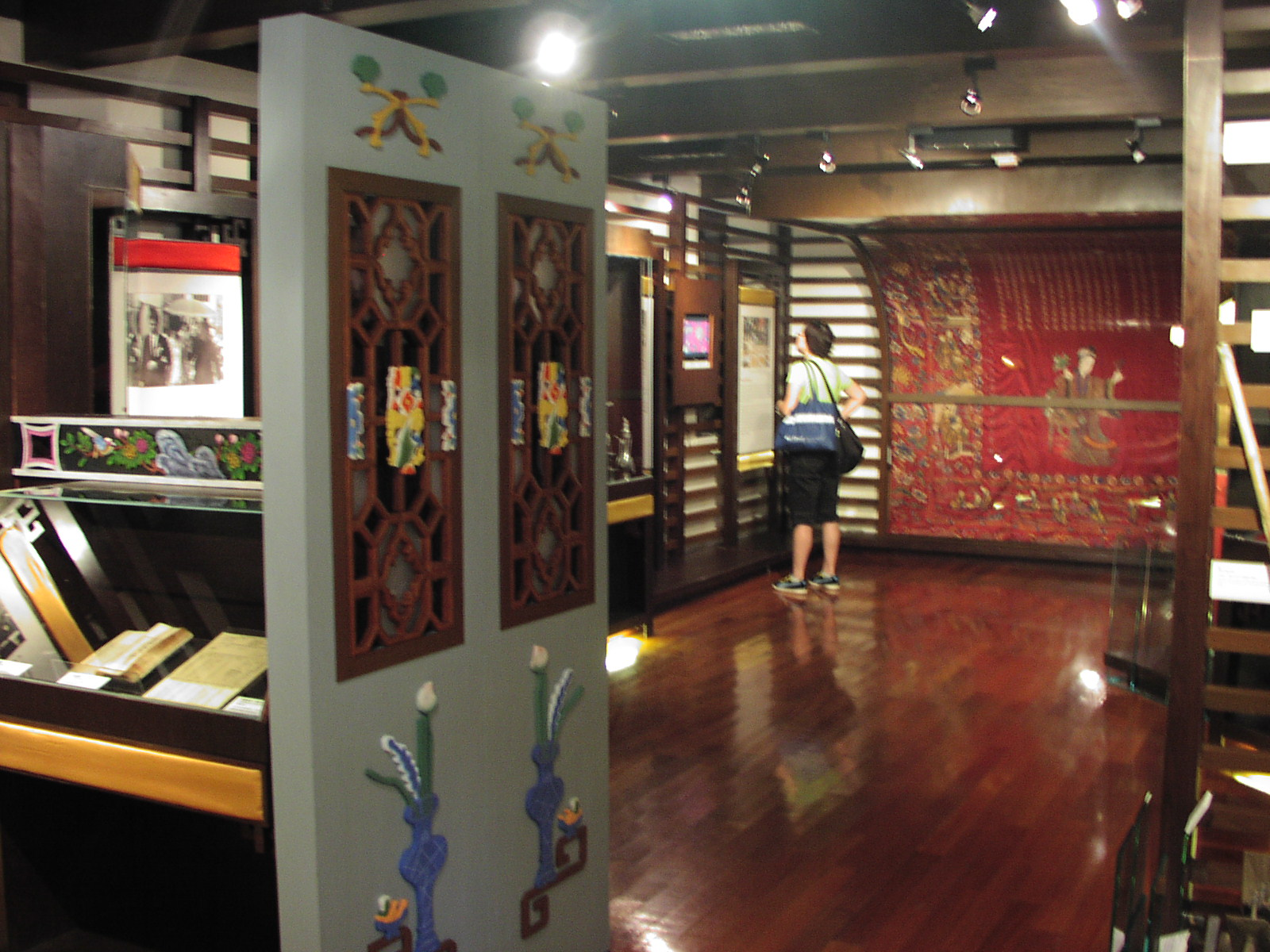
屏山鄧族文物館的展館內，後方為重點展品「祝壽賀帳」

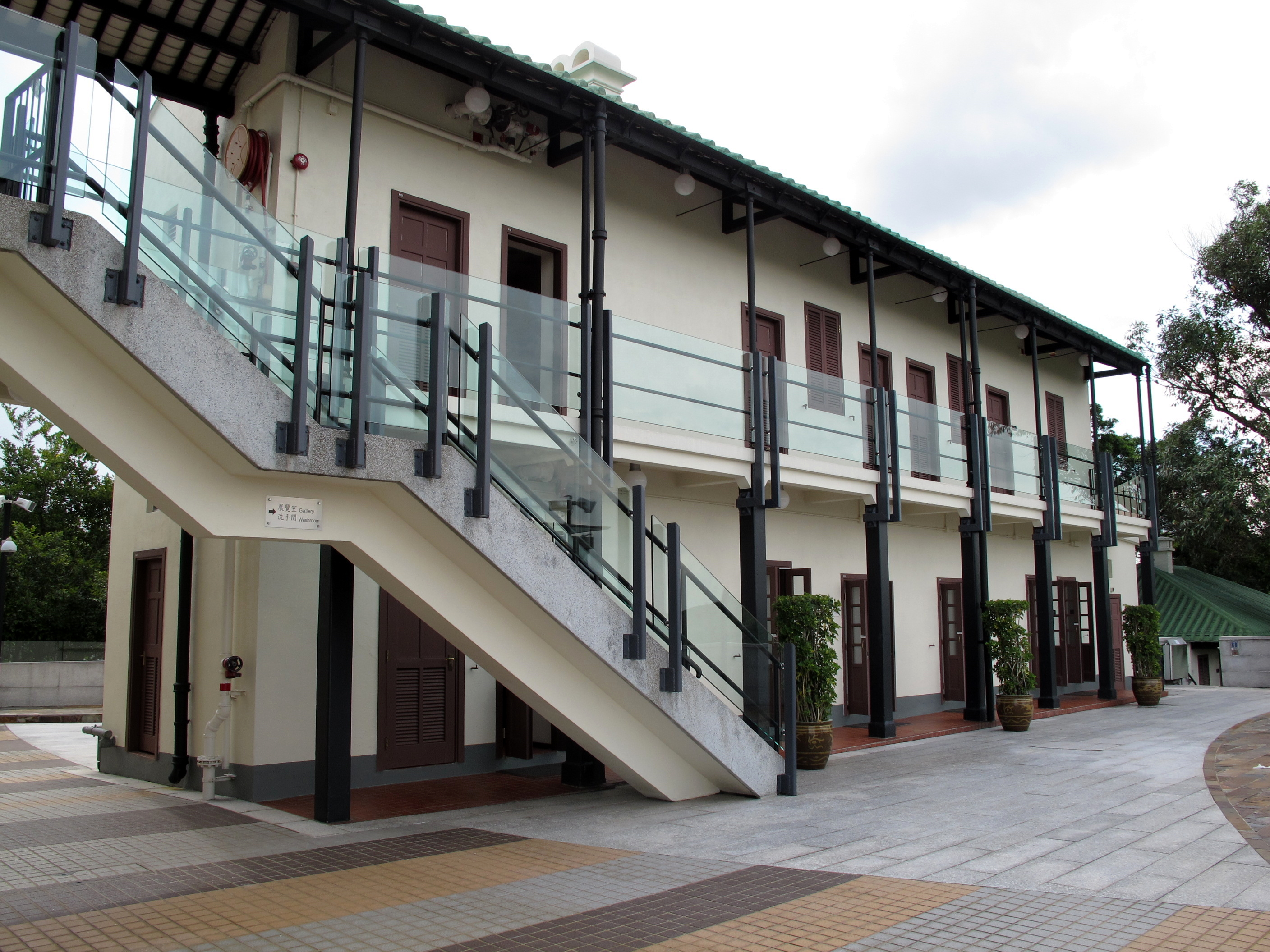
附翼大樓

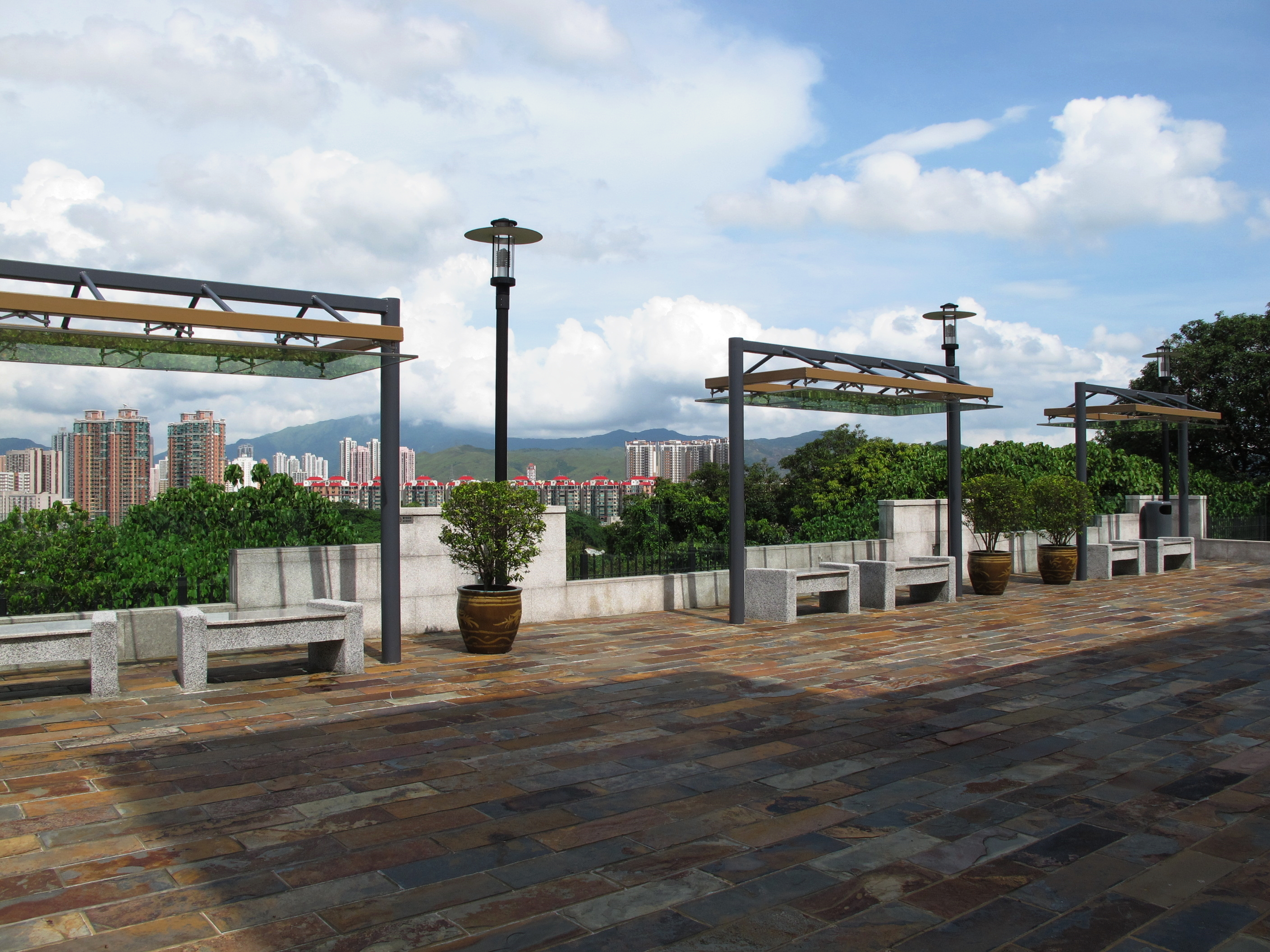
屏山鄧族文物館附近設休憩處

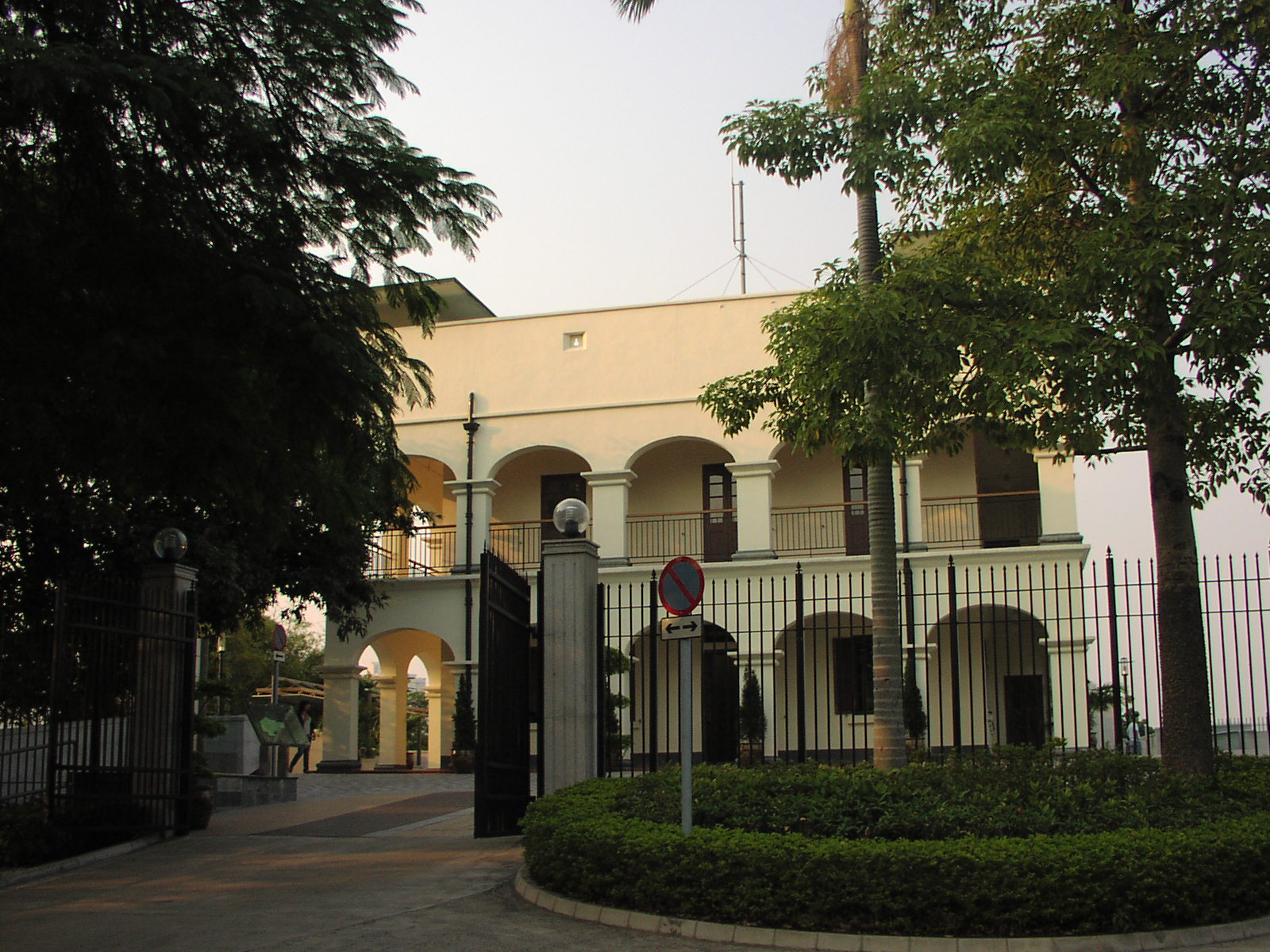
屏山鄧族文物館大閘外

- 屏山鄧族文物館：展示鄧族在屏山的發展歷史與民風習俗
- 屏山文物徑展覽室：介紹屏山文物徑沿途古蹟，及新界的傳統生活面貌
- 社區文物展覽室：定期展出由不同學校或社區團體籌辦的專題展覽，以介紹新界地區的歷史文化。

## 展品
- 同治十一年（1872年）的祝壽賀帳，長12呎、闊8呎，原置於鄧氏宗祠內
- 約1830年代的椅婆，嬰兒專用的椅子
- 約1950年代的鳳冠、傳統婚禮中迎親時接載新娘之花轎
- 達德學校創校人於1931年的合照

## 開放時間
- 星期二至星期日: 10:00-18:00（3月-9月）/10:00-17:00（10月-翌年2月）
- 星期一（公眾假期除外）、農曆年初一及年初二：休館
- 免費入場